# هجوم أرضروم
هجوم أرضروم (بالتركية: Erzurum Taarruzu) (الروسية: Эрзурумское сражение) هو هجوم شنه الجيش الإمبراطوري الروسي في 10 يناير 1916 ضد مدينة أرضروم العثمانية والتي كانت مقر قيادة الجيش الثالث العثماني، حقق الهجوم الروسي انتصارا كبيرا توج باستيلاء الجيش الروسي على مدينة أرضروم انسحاب القوات العثمانية إلى عمق الأراضي التركية.

## الخلفية
حاول الجيش الثالث العثماني إعادة تنظيم صفوفه بعد الهزيمة التي لحقت به
في معركة ساريقاميش أمام الجيش الروسي القوقازي، في ذلك الوقت قرر قائد الجيش الروسي القوقازي «نيكولاي يودنيتش» القيام بهجوم داخل الأراضي العثمانية ضد مقر قيادة الجيش الثالث في أرضروم، كانت أرضروم محمية بسلسة من الحصون والقلاع في المناطق الجبلية

## حجم القوات

### القوات الروسية
كانت القوات الروسية تتألف من 130,000 جندي و35,000 من الخيالة إضافة إلى 160,000 جندي من الاحتياط و20 طائرة.

### القوات العثمانية
تألفت القوات العثمانية من 78,000 جندي ضمن الفيلق التاسع والعاشر والحادي العشر الذين يشكلون قوام الجيش العثماني الثالث.

## الهجوم الروسي
لم تكن القيادة العثمانية تتوقع أن يقوم الروس بأي عمل عسكري خلال فصل الشتاء، في حين تواجد محمد كمال باشا قائد الجيش الثالث العثماني في إسطنبول أما رئيس أركانه العقيد فليكس غوزيه فكان في ألمانيا، في منتصف يناير شن الجنرال يودنيتش قائد الجيش الروسي القوقازي هجوما واسعا ضد حصن أرضروم مقر قيادة الجيش العثماني الثالث.

### سير العمليات
بالرغم من التفوق العددي للجيش الروسي إلا أنهم لم يعتمدوا على اعدادهم في الهجوم حيث نفذ الروس هجومهم على أضعف نقطه في الدفاعات العثمانية، في 10 يناير كان الهجوم الأولي قد وجه إلى الفيلق العثماني الحادي عشر ووقع الاشتباك الأولى محيط قرية «أزكاني» وقمم جبال «كارا أورغان»، وخلال أربعة أيام تمكن الروس من اختراق دفاعات الفيلق الحادي عشر والتقدم نحو الأراضي العثمانية.
في 17 يناير بمعركة كوبروكوي حقق الروس انتصارا دفع القوات العثمانية في كوبروكوي إلى التراجع واخلاء المنطقة، في 17 فبراير تمكنت القوات الروسية من دخول مدينة أرضروم العثمانية.